# Lips
Dans la mythologie grecque, Lips (en grec ancien Λίψ / Líps) est une divinité qui personnifie le vent du sud-ouest.
Son homologue romain est Afer Ventus ("Vent Africain"), ou Afrikus, probablement ainsi nommé parce que l'Afrique se trouve au sud-ouest de l'Italie.

## Étymologie
Son nom (comme Libeccio en Corse) signifie « venant de Libye », qui est au sud-ouest de la Grèce ; en conséquence, on dit qu'il fait référence au vent d'ouest d'Égypte.
Lips est étymologiquement dérivé du grec ancien λείβειν / leíbein, en français « égoutter, mouiller »,.

## Famille
Lips est le fils des titans Astréos et Éos (l'Aurore).
Un des vents directionnels, les Anémoi, il est le frère de Borée, Euros, Caecias, Notos, Apéliote, Zéphyr et Sciron. Hygin et Aratos lui donnent également Astrée pour sœur,. Il a aussi pour demi-frère l'étoile du matin, Éosphoros, et les étoiles en général.

## Fonctions
Lips est la personnification du vent du Sud-ouest, un vent chaud et sec, couvrant le ciel de nuages légers. Bien que dieu mineur, il était aussi connu pour son intelligence et sa beauté.
Les représentations de Lips avec une proue de navire viendrait du fait qu'il aurait jeté les débris des navires perses vaincus sur la côte attique après la bataille de Salamine. Selon une autre interprétation, cela symbolise qu'il était favorable pour les navires entrant dans le port du Pirée.

## Représentations
Lips était représenté comme un jeune homme ailé portant dans ses bras une proue de navire.
Comme les autres divinités grecques des vents, Lips est représenté au sommet de la tour des Vents, horloge hydraulique et cadran solaire antique situés dans l'agora romaine d'Athènes.

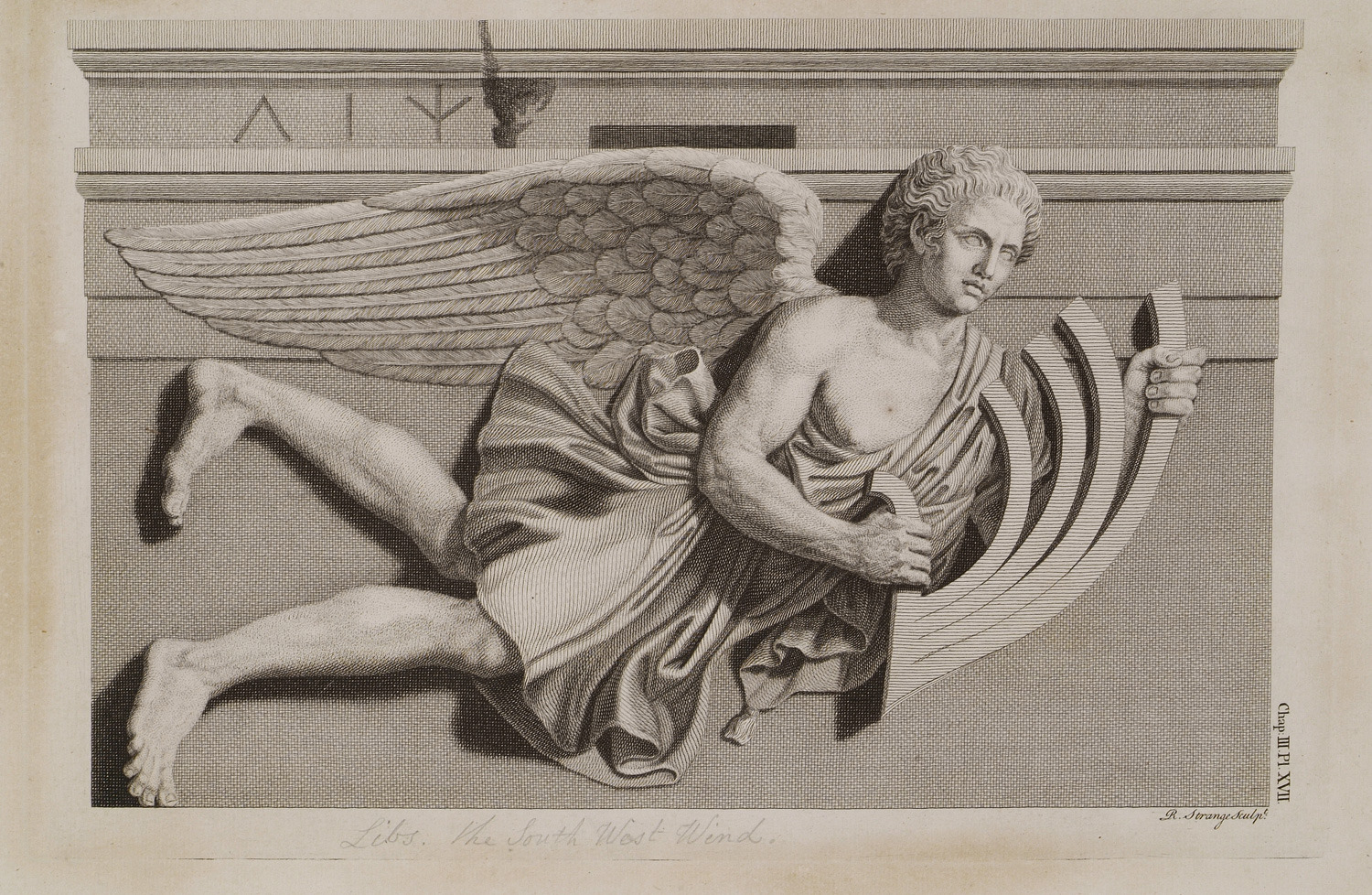
Gravure de la représentation de Lips de la tour des Vents.